# Кха (кхмерская буква)
Кха  — вторая буква кхмерского алфавита, относится к согласным группы «А». Кха является буквой-близнецом второй буквы лаосского алфавита кхокхай.
Подписная «кха» (тьенг кха) — 

## Омоглифы
- Коптский хори
- Гуджаратский такар

## Слова
Доля раздела кха в словаре около 2 %.
- Кхла —  — тигр